# Товарньянска-Польянка
Товарньянска-Польянка (словац. Tovarnianska Polianka) — село и одноимённая община в округе Вранов-над-Топлёу Прешовского края Словакии.

## История
| Год:                | 1994 | 2004     | 2014     | 2024    |
| ------------------- | ---- | -------- | -------- | ------- |
| Количество человек: | 138  | 124      | 111      | 102     |
| Разница:            |      | −10,14 % | −10,48 % | −8,10 % |

В селе есть греко-католическая церковь Покрова Пресвятой Богородицы с 1784 году в стиле барокко—классицизма, которую использует и местная римо-католическая община.

## Население
В селе проживает 106 человек.
Национальный состав населения (по данным последней переписи населения 2001 года):
- словаки — 100,0 %.

Состав населения по принадлежности к религии состоянию на 2001 год:
- римо-католики — 54,41 %,
- греко-католики — 28,68 %,
- протестанты — 16,18 %,
- православные — 0,74 %.